# کلرازپات
کلرازپات(به انگلیسی: Clorazepate) ، که با نام تجاری Tranxene و دیگر نام‌ها فروخته می‌شود، دارویی از دسته بنزودیازپین‌ها است. این ماده دارای خاصیت ضد اضطراب، ضد تشنج، آرام بخشی، خواب آوری و شل کننده عضلات اسکلتی است. کلرازپات بنزودیازپینی با مدت اثر بخشی غیر منتظره طولانی مدت است و عمدتاً به عنوان یک پیش دارو برای دسمتیل‌دیازپام است که به سرعت به عنوان یک متابولیت فعال تولید می‌شود. دسمتیل‌دیازپام مسئول بیشتر اثرات درمانی کلرازپات است. 
در سال ۱۹۶۵ ثبت اختراع شد و در سال ۱۹۶۷ برای استفاده پزشکی تأیید شد.

## شیمی
کلرازپات به شکل نمک دی‌پتاسیم استفاده می‌شود. در بین بنزودیازپین‌ها به صورت غیرمعمول به راحتی در آب حل می‌شود.
کلرازپات را می‌توان با سنتز ۲-آمینو-۵-کلرو بنزونیتریل با فنیل منیزیم برمید شروع کرد تا به ۲-آمینو-۵-کلربنزوفنونایمین تبدیل شود. واکنش این ماده با آمینومالونیک استر، یک محصول هتروسیکل‌شده به نام، ۷-کلرو-۳٬۱-دی‌هیدرو-۳-کاربتوکسی-۵-فنیل-2 H- بنزودیازپین-۲-اون را به همراه دارد. سپس با آبکافت این محصول با استفاده از محلول الکلی پتاسیم هیدروکسید یک نمک دی‌پتاسیم از کلرازپات تشکیل می‌شود.